# مورلیا
مورلیا (به اسپانیایی: Morelia) از شهرهای کشور مکزیک است که در ایالت میچوآکان قرار دارد و جمعیت آن طبق سرشماری سال ۲۰۱۰ میلادی ۷۲۹٬۷۵۷ نفر بوده‌است.